# Andrew Wood
Andrew Wood (Columbus, 8 de janeiro de 1966 — Seattle, 19 de março de 1990) foi o vocalista da banda Mother Love Bone, e anteriormente do Malfunkshun. Ele morreu de uma overdose de heroína adicionada a uma hemorragia cerebral logo antes do lançamento do álbum début do Mother Love Bone, Apple. Ele viveu na Bainbridge Island em Washington a maior parte de sua juventude, formando Malfunkshun quando adolescente com seu irmão Kevin Wood. O único material lançado durante a existência do Malfunkshun foi na compilação Deep Six (C/Z Records).
Após sua morte, a banda Temple of the Dog foi criada por seu amigo Chris Cornell para homenagear Wood lançando um álbum homônimo em 1991. A banda contava com membros do Soundgarden e Mother Love Bone, que depois viria se tornar a banda Pearl Jam. O álbum Temple of the Dog vendeu mais de um milhão de cópias.

## Morte
| “ | Eu tive um sonho no qual ele estava bebendo uma cerveja. Recuperação, se você alguma vez esteve no programa, o pensamento é que você tem que parar com tudo..o que eu não necessariamente engulo mais. Então de volta ao sonho, eu liguei para o Andy e disse "ei, eu tive um sonho sobre você usando novamente" e ele disse, "não, não, está tudo bem", desconversando como ele sempre fez. Então na noite seguinte eu recebo uma ligação do meu pai dizendo que ele teve overdose. | ” |

Aproximadamente às 22h30 de 16 de março de 1990, a noiva de Wood, Zana, o encontrou de cabeça abaixada e inconsciente na cama. Após completar um programa de reabilitação de 1 mês e ter permanecido limpo por 116 dias, Wood sucumbiu a tentação das drogas. Paramédicos rapidamente levaram Wood para o Harborview Hospital, onde foi conectado à respiração artificial e permaneceu em coma por 3 dias. Durante este tempo, sofreu um aneurisma hemorrágico e considerável dano por falta de oxigênio, acabando com qualquer atividade em seu cérebro. Após nenhuma melhora, em 19 de março, sua família decidiu retirá-lo da respiração artificial.

## Legado
Logo após a morte de Wood, o amigo e antigo colega de quarto Chris Cornell, vocalista da banda Soundgarden, escreveu duas canções, "Reach Down" e "Say Hello 2 Heaven", em homenagem ao amigo falecido. Cornell depois conversou com Stone Gossard e Jeff Ament sobre lançar as músicas como singles antes de colaborar em um álbum. Adicionando o baterista Matt Cameron do Soungarden, o futuro guitarrista do Pearl Jam Mike McCready, e o futuro vocalista do Pearl Jam, Eddie Vedder, eles formaram o Temple of the Dog em 1990 para fazer um tributo para Wood, lançando um álbum homônimo em 1991 que vendeu mais de um milhão de cópias.
A banda Alice in Chains dedicou o álbum Facelift para Wood. A canção "Would?", incluída no segundo álbum da banda, Dirt, foi escrita para Wood e outros cantores que tinham morrido por causa de drogas. Nas notas do box set Music Bank do Alice in Chains, Jerry Cantrell escreveu uma dedicatória para Wood explicando a música Would?.
Em 1993, a banda pós-grunge de Seattle Candlebox lançou um álbum de estreia homônimo que incluía o single "Far Behind", que foi escrito em sua memória.
Em 2005, o diretor Scot Barbour lançou o documentário Malfunkshun: The Andrew Wood Story. O filme documenta a carreira musical de Wood e também a sua vida familiar. O filme estreou no Seattle International Film Festival. O filme foi lançado em DVD em 2011 como parte de um set de 2CD+DVD intitulado "Malfunkshun: The Andrew Wood Story", incluindo the Return to Olympus album, um CD bônus incluindo várias demos e entrevistas, além do filme em DVD.
Em 2011, o álbum "Melodies & Dreams" foi lançado. O álbum incluí canções até então nunca lançadas e demos gravadas por Wood ao longo da vida, incluindo uma canção que ele gravou com Chris Cornell, "Island of Summer", que é o único registro dos dois cantando juntos.
Wood tem destaque no documentário Pearl Jam Twenty de 2011, que conta a história do Pearl Jam. Amigos como Chris Cornell, Jeff Ament, Matt Cameron e Stone Gossard falam sobre ele e vídeos caseiros de Wood são mostrados.
Em Julho de 2017, é lançado um cover da música "Man of Golden Words" pelo cantor Victor Breithaupt. Ele dedicou a canção a Andrew Wood e Chris Cornell.

## Discografia
Mother Love Bone
- 1989 - Shine
- 1990 - Apple
- 1992 - Stardog Champion
- 1993 - The Love Bone Earth Affair